# Salzgitter-Ringelheim (stacja kolejowa)
Salzgitter-Ringelheim – stacja kolejowa w Salzgitter, w kraju związkowym Dolna Saksonia, w Niemczech. Znajdują się tu 4 perony.